# ابرگفل در برابر هاجز
ابرگفل در برابر هاجز (انگلیسی: Obergefell v. Hodges) از پرونده‌های تحول ساز دیوان عالی ایالات متحده آمریکا است که دیوان عالی در آن با تصمیمی ۵–۴ حکم کرد که حق بنیادین ازدواج بنا بر بندهای رویه قضایی عادلانه و حفاظت برابر متمم چهاردهم قانون اساسی ایالات متحده آمریکا برای زوج‌های همجنس تضمین شده است.